# Bình Thanh, Bình Sơn
Bình Thanh là một xã thuộc huyện Bình Sơn, tỉnh Quảng Ngãi, Việt Nam.

## Địa lý
Xã Bình Thanh nằm ở phía nam huyện Bình Sơn, có vị trí địa lý:
- Phía đông giáp xã Bình Tân Phú
- Phía tây giáp xã Bình Hiệp và xã Bình Long
- Phía nam giáp huyện Sơn Tịnh
- Phía bắc giáp xã Bình Hòa và xã Bình Phước.

Xã Bình Thanh có diện tích 26,33 km², dân số năm 2019 là 7.124 người, mật độ dân số đạt 271 người/km².

## Lịch sử
Sau năm 1975, Bình Thanh là một xã thuộc huyện Bình Sơn.
Ngày 4 tháng 6 năm 1998, Chính phủ ban hành Nghị định 35/1998/NĐ-CP. Theo đó, chia xã Bình Thanh thành 2 xã Bình Thanh Đông và Bình Thanh Tây.
Trước khi sáp nhập, xã Bình Thanh Tây có diện tích 12,46 km², dân số là 4.346 người, mật độ dân số đạt 349 người/km². Xã Bình Thanh Đông có diện tích 13,87 km², dân số là 2.778 người, mật độ dân số đạt 200 người/km².
Ngày 10 tháng 1 năm 2020, Ủy ban Thường vụ Quốc hội ban hành Nghị quyết số 867/NQ-UBTVQH14 về việc sắp xếp các đơn vị hành chính cấp huyện, cấp xã thuộc tỉnh Quảng Ngãi (nghị quyết có hiệu lực từ ngày 1 tháng 2 năm 2020). Theo đó, tái lập xã Bình Thanh trên cơ sở sáp nhập toàn bộ diện tích và dân số của hai xã Bình Thanh Đông và Bình Thanh Tây.